# Lettlands herrlandslag i handboll
Lettlands herrlandslag i handboll representerar Lettland i handboll på herrsidan.
Landslaget leds av Lettlands handbollsförbund och har tävlat sedan 1993 och spelade sin första match i kvalet till EM 1994 mot Cypern den 15 april 1993 i Nicosia. Lettland vann matchen 32-28. Lettland har försökt i många år att kvala in till ett mästerskap men inte lyckats.  I juni 2019 stod det klart att man kvalificerat sig till EM 2020. Det tidigare bästa resultatet var ett playoff kval 2005, Turneringen hade utökats till 24 lag och ska spelas i tre länder : Österrike, Norge och Sverige där finalen spelades. Lettland har aldrig kvalat in till VM eller OS. Till VM är de bästa resultaten playoff 2004 och 2016. Andris Gulbis är den förbundskapten som verkat längst i Lettland. 2019 hette tränaren Armands Uščins.

## Spelartrupp
Truppen 2020 Europamästerskapet i handboll för herrar 2020
Förbundskapten: Armands Uščins
| No. | Pos. | Namn              | Födelsedatum (ålder)         | Height | Landskamper | Mål | Klubb              |
| --- | ---- | ----------------- | ---------------------------- | ------ | ----------- | --- | ------------------ |
| 5   | M9   | Māris Veršakovs   | 13 januari 1986 (ålder 34)   | 1.92 m | 90          | 242 | Tenax Dobele       |
| 6   | H6   | Uvis Stazdiņš     | 15 oktober 1999 (ålder 20)   | 1.80 m | 13          | 18  | HC Kehra           |
| 7   | V9   | Aivis Jurdžs      | 24 augusti 1983 (ålder 36)   | 1.97 m | 84          | 319 | Tenax Dobele       |
| 10  | H9   | Dainis Krištopāns | 27 september 1990 (ålder 29) | 2.14 m | 74          | 325 | RK Vardar          |
| 12  | Mv   | Edgars Kukša      | 26 januari 1990 (ålder 30)   | 1.91 m | 77          | 0   | OHV Aurich         |
| 14  | V6   | Oskars Arājs      | 4 augusti 1990 (ålder 29)    | 1.88 m | 39          | 43  | Tenax Dobele       |
| 16  | Mv   | Raitis Puriņš     | 20 maj 1988 (ålder 31)       | 1.90 m | 38          | 0   | Celtnieks Rīga     |
| 17  | V9   | Nils Kreicbergs   | 23 maj 1996 (ålder 23)       | 1.92 m | 45          | 80  | Riihimäki Cocks    |
| 19  | H6   | Andis Ērmanis     | 21 maj 1990 (ålder 29)       | 1.68 m | 51          | 16  | Tenax Dobele       |
| 27  | M6   | Ingars Dude       | 1 januari 1987 (ålder 33)    | 1.95 m | 70          | 143 | Limoges Hand 87    |
| 33  | H9   | Ģirts Lilienfelds | 4 december 1982 (ålder 37)   | 1.89 m | 81          | 214 | HSC 2000 Coburg    |
| 35  | M6   | Egils Politers    | 18 februari 1990 (ålder 29)  | 1.95 m | 38          | 52  | Tenax Dobele       |
| 44  | H9   | Evars Klešniks    | 18 maj 1980 (ålder 39)       | 1.99 m | 70          | 241 | LiT Tribe Germania |
| 71  | V6   | Rihards Leja      | 28 juli 1992 (ålder 27)      | 1.87 m | 24          | 29  | Celtnieks Rīga     |
| 76  | M9   | Austris Tuminskis | 7 juni 1990 (ålder 29)       | 1.98 m | 55          | 119 | EHV Aue            |
| 77  | H6   | Jānis Pavlovičs   | 16 september 1984 (ålder 35) | 1.84 m | 98          | 297 | Sandefjord TIF     |

## EM 2020 Resultat

### Group C
| Pos | Team          | Pld | V | O | F | GM  | IM | MS  | P | Qualification     |
| --- | ------------- | --- | - | - | - | --- | -- | --- | - | ----------------- |
| 1   | Spanien       | 3   | 3 | 0 | 0 | 102 | 73 | +29 | 6 | Till Mellanrundan |
| 2   | Tyskland      | 3   | 2 | 0 | 1 | 88  | 83 | +5  | 4 | Till Mellanrundan |
| 3   | Nederländerna | 3   | 1 | 0 | 2 | 80  | 94 | −14 | 2 |                   |
| 4   | Lettland      | 3   | 0 | 0 | 3 | 73  | 93 | −20 | 0 |                   |

Matcher i grupp C Första raden resultat, andra raden bästa målgörare i respektive lag, halvtidsresultat
| 9 januari 2020 18:15 | Tyskland             | 34–23   | Nederländerna | Trondheim Spektrum, Trondheim Publik: 4,057 Domare: Lah, Sok (SLO) |
| 9 januari 2020 18:15 | Häfner, Kohlbacher 5 | (15–13) | Smits 7       | Trondheim Spektrum, Trondheim Publik: 4,057 Domare: Lah, Sok (SLO) |

| 9 januari 2020 20:30 | Spanien            | 33–22   | Lettland     | Trondheim Spektrum, Trondheim Publik: 4,524 Domare: Madsen, Mortensen (DEN) |
| 9 januari 2020 20:30 | Fernández, Pérez 5 | (14–11) | Krištopāns 7 | Trondheim Spektrum, Trondheim Publik: 4,524 Domare: Madsen, Mortensen (DEN) |

| 11 januari 2020 16:00 | Lettland     | 24–32   | Nederländerna | Trondheim Spektrum, Trondheim Publik: 5,942 Domare: Baďura, Ondogrecula (SVK) |
| 11 januari 2020 16:00 | Krištopāns 7 | (10–16) | Smits 7       | Trondheim Spektrum, Trondheim Publik: 5,942 Domare: Baďura, Ondogrecula (SVK) |

| 11 januari 2020 18:15 | Spanien        | 33–26   | Tyskland  | Trondheim Spektrum, Trondheim Publik: 6,558 Domare: Brunner, Salah (SUI) |
| 11 januari 2020 18:15 | A Dujshebaev 7 | (14–11) | Pekeler 5 | Trondheim Spektrum, Trondheim Publik: 6,558 Domare: Brunner, Salah (SUI) |

| 13 januari 2020 18:15 | Lettland     | 27–28   | Tyskland | Trondheim Spektrum, Trondheim Publik: 3,540 Domare: Elíasson, Pálsson (ISL) |
| 13 januari 2020 18:15 | Krištopāns 7 | (11–16) | Kühn 8   | Trondheim Spektrum, Trondheim Publik: 3,540 Domare: Elíasson, Pálsson (ISL) |

| 13 januari 2020 20:30 | Nederländerna | 25–36   | Spanien   | Trondheim Spektrum, Trondheim Åskdare 3,809 Domare: Mažeika, Gatelis (LTU) |
| 13 januari 2020 20:30 | Smits 8       | (13–17) | Maqueda 6 | Trondheim Spektrum, Trondheim Åskdare 3,809 Domare: Mažeika, Gatelis (LTU) |

## Kända spelare
- Elvijs Borodovskis
- Dainis Krištopāns
- Māris Veršakovs
- Alexander Petersson (senare Island)
- Armands  Uščins
- Aivis Jurdžs
- Evars Klešniks
- Eriks Velde, uttagen 1964 i VM:s världslag